# Burns (Nueva York)
Burns es un pueblo ubicado en el condado de Allegany en el estado estadounidense de Nueva York. En el año 2000 tenía una población de 1.248 habitantes y una densidad poblacional de 17.7 personas por km².

## Geografía
Burns se encuentra ubicado en las coordenadas 42°26′29″N 77°46′38″O / 42.44139, -77.77722.

## Demografía
Según la Oficina del Censo en 2000 los ingresos medios por hogar en la localidad eran de $33,152, y los ingresos medios por familia eran $37,054. Los hombres tenían unos ingresos medios de $32,120 frente a los $21,181 para las mujeres. La renta per cápita para la localidad era de $14,613. Alrededor del 12.3% de la población estaban por debajo del umbral de pobreza.